# Quinteto Fantástico
O Quinteto Fantástico (Fantastic Five no original) é uma equipe fictícia de super-heróis que aparece nos quadrinhos americanos publicados pela Marvel Comics. A equipe existe no Universo MC2, um futuro alternativo ao Universo Marvel. Uma continuação do Quarteto Fantástico, a equipe era inicialmente composta pelo Tocha Humana, sua esposa Sra. Fantástico/Lyja (uma Skrull), o Coisa, Big Brain (corpo robótico controlado remotamente de Reed Richards) e Psi-Lord (Franklin Richards, filho de Sue e Reed).

## Biografia fictícia da equipe
O Quinteto Fantástico apareceu pela primeira vez em What If #105 (fevereiro de 1998), uma edição focada em Mayday Parker / Spider-Girl, filha do Homem-Aranha. A Garota-Aranha se tornou popular e ganhou sua própria série, junto com outros personagens do universo MC2 (incluindo o Quinteto Fantástico). A série do Quinteto Fantástico durou apenas cinco edições, mas eles continuaram sendo personagens recorrentes no título Spider-Girl, que durou 100 edições em seu primeiro volume.
Na primeira série, "Big Brain" é um drone controlado pela Zona Negativa, onde Sue Storm é mantida em êxtase, com seus poderes impedindo uma brecha na realidade. Quando esse problema é corrigido, Reed e Sue retornam à Terra.
A equipe também aparece em Last Hero Standing e Last Planet Standing.
Em Spider-Girl e Last Planet Standing, outras crianças do Quarteto Fantástico original são mostradas como membros do Quinteto Fantástico, incluindo Super-Tempestade (Torus Storm, filho de Lyja e Johnny Storm, que possui os poderes de ambos os pais), Grim (Jacob "Jake" Grimm, filho de Ben Grimm, preso em uma forma de rocha como seu pai) e Rad (Alyce Grimm, filha de Ben Grimm, irmã de Jacob, parece ter poderes orientados à radiação, incluindo voar). Destino, também conhecido como Kristoff Vernard, também é um membro do "jovem" Quinteto Fantástico; ele usa uma armadura semelhante à do Doutor Destino.
Uma nova minissérie do Quinteto Fantástico foi publicada em 2007, após o sucesso de dois eventos de minissérie ambientados na linha MC2. Nesta série, os personagens principais lutam contra o Dr. Destino.

## Outras versões
- O que Aconteceria Se.. #1 se passa em um universo alternativo onde o Homem-Aranha se junta ao Quarteto Fantástico (em vez de sair quando descobre que não há salário, como aconteceu em The Amazing Spider-Man #1), e eles se tornam o Quinteto Fantástico. Esse universo é revisitado em What If..? #21, momento em que Sue Storm deixou a equipe e escolheu se casar com Namor de Atlântida.
- E se..? (vol. 2) #27 mostrou Namor se juntando ao Quarteto Fantástico, tornando-se brevemente o Quinteto Fantástico até Reed Richards sair para fundar a Richards Technology.
- Em Exiles #44, a equipe Arma X — liderada por Hyperion — começou sua conquista do mundo real em que estavam, matando suas equipes de super-heróis. No início da edição, eles começaram a matar os membros do Quinteto Fantástico, que consistia no Senhor Fantástico, a Mulher Invisível, o Tocha Humana, o Coisa e o Homem-Aranha como quinto membro.
- Em Excalibur (vol. 1) #51, o Quinteto Fantástico era a contraparte da Terra-99476 do Quarteto Fantástico, consistindo em versões dinossauros do Quarteto Fantástico e do Homem-Aranha.
- Fatal Five - Devido ao retorno de Seth à ação, Mayday Parker / Spider-Girl e American Dream viajam para um universo alternativo que foi visto pela última vez em A-Next #11 para recrutar Thunderstrike. Durante a viagem, eles encontram uma versão maligna do Quinteto Fantástico, composta por:
  - Reed Richards (ele e o Barão Zemo daquele mundo apareceram pela primeira vez em A-Next #10-11 como assistentes de Victor von Doom)
  - Johnny Storm / Blow Torch
  - Ben Grimm / The Brute
  - Franklin Richards / Psi-Slayer
  - Peter Parker / The Spider[3][4]